# Іван Нільсен
Іван Нільсен (дан. Ivan Nielsen, нар. 9 жовтня 1956, Фредеріксберг) — колишній данський футболіст, захисник. По завершенню кар'єри гравця — футбольний тренер. Відомий, зокрема, виступами за збірну Данії, нідерландські клуби «Феєнорд» та ПСВ.

## Клубна кар'єра
Нільсен розпочав кар'єру в клубі «Фремад Амагер». 1975 року він дебютував за цю команду в першому дивізіоні. Після по закінченню сезону клуб вилетів до другого дивізіону, але Іван залишився в команді і виступав за «Фремад Амагер» ще три роки. 1979 року Нільсен перейшов до нідерландського «Феєнорда». 1980 року данський захисник завоював з клубом Кубок Нідерландів. Через три роки Іван знову став володарем кубка Нідерландів, а також виграв чемпіонат Нідерландів. За «Феенорд» він провів сім сезонів, зігравши більше 200 матчів в усіх турнірах.
1986 року Нільсен перейшов до ПСВ. З новим клубом він ще тричі завоював Кубок Нідерландів і став чемпіоном країни. 1988 року Іван реалізував один з післяматчевих пенальті у фіналі Кубка європейських чемпіонів проти «Бенфіки» і завоював найголовніший клубний трофей Європи. 1990 року він повернувся на батьківщину, де нетривалий час виступав за «Фремад Амагер» і «Б 1903». 1992 року Нільсен підписав контракт з «Копенгагеном». Через рік він вперше став чемпіоном Данії. 1993 року Іван Нільсен перейшов в «Нествед», де і завершив кар'єру за півроку.

## Виступи за збірну
Іван Нільсен дебютував за національну збірну Данії 19 листопада 1980 року у відбірковому матчі до світової першості 1982 проти збірної Люксембургу. 1984 року Іван був включений до заявки на участь в чемпіонаті Європи у Франції. На турнірі він взяв участь в усіх матчах данців.
1986 року Нільсен потрапив до заявки на участь в чемпіонаті світу в Мексиці. Нільсен зіграв у матчах проти збірних Уругваю, Шотландії та Іспанії. Збірна Данії дійшла до 1/8 фіналу.
1988 року Іван Нільсен вдруге взяв участь у чемпіонаті Європи. На турнірі він зіграв у всіх трьох поєдинках своєї команди.

## Титули і досягнення
«Феєнорд»
- Чемпіонат Нідерландів
  - Чемпіон (1): 1983-84
- Кубок Нідерландів
  - Володар (2): 1979–80, 1983–84

 «ПСВ»
- Чемпіонат Нідерландів
  - Чемпіон (3): 1986-87, 1987-88, 1988-89
- Кубок Нідерландів
  - Володар (3): 1987–88, 1988–89, 1989–90
- Кубок європейських чемпіонів
  - Володар (1): 1987–88

 «Копенгаген»
- Чемпіонат Данії
  - Чемпіон (1): 1992–93